# Crispín Gutiérrez Moreno
Crispín Gutiérrez Moreno fue un político mexicano, miembro del Partido Revolucionario Institucional. Nació en Ixtlahuacán, en el municipio de Ixtlahuacán, Colima el 21 de marzo de 1963. Estudió hasta el cuarto semestre de la carrera de médico veterinario. Fue presidente de la asociación ganadera local de Ixtlahuacán y de la asociación de agricultura de Ixtlahuacán. Fue presidente municipal de 2003 a 2006 del municipio de Ixtlahuacán. Fue diputado local en el Congreso de Colima para la LV Legislatura del Congreso del Estado de Colima por el distrito X de Ixtlahuacán, convirtiéndose así en el primer miembro del Partido Verde Ecologista de México en ser elegido diputado.

## Asesinato
Fue asesinado cuando se dirigía a la ciudad de Colima, cerca de Loma de Fátima en el municipio de Colima el 20 de octubre de 2017. Horas después el gobierno de Colima detuvo a dos presuntos responsables originarios del estado de Jalisco.